# Домінік Сухий
Домінік Сухий (чеськ. Dominik Suchý, 13 листопада 1987, Пльзень) — чеський бобслеїст, розганяючий, виступає за збірну Чехії з 2007 року. Брав участь в Олімпійських іграх в 2010 і 2014 роках. Учасник етапів кубка Європи і світу.

На Олімпіаді у Ванкувері його четвірка фінішувала дванадцятою, а в Сочі — шістнадцятою.